# Фабіо Пустерла
Фабіо Пустерла (1957 року, Мендрізіо, в кантоні Тічино Швейцарія) — італійсько-швейцарський письменник, перекладач та літературний критик, який пише італійською мовою.

## Біографія
Фабіо Пустерла народився в 1957 році в місті Мендрізіо, кантон Тічино, Швейцарія. Фабіо Пустерла навчався у середній школі в місті Лугано та вивчав літературу в одному із найстаріших вищих навчальних закладів Італії - Павійському університеті, де здобув ступінь із сучасної літератури під керівництвом Марії Корті. Після завершення навчання Пустерла працював викладачем літератури у середніх школах Лугано. Також був пов’язаний з Женевським університетом, де займався літературними дослідженнями. З 2014 року обіймає посаду ад’юнкт-професора Інституту італістики Університету Італійської Швейцарії (Università della Svizzera italiana).
Як поет дебютував у 1985 році збіркою Concessione all'inverno. Його поезія відзначена численними національними та міжнародними нагородами, зокрема премією Готфріда Келлера (2007) та Швейцарською літературною премією (2013).
Пустерла також здобув визнання як перекладач, особливо завдяки перекладам поезії Філіпа Жакотте та Нуну Жудісе. У 2009 році відоме туринське видавництво «Ейнауді» видало антологію його віршів, що охоплює 23 роки творчості.
У 2018 році студія Ventura Film випустила документальний фільм «Язичниця Лібелула — Фабіо Пустерла», присвячений його життю та творчості.
У 2024 році Пустерла вийшов зі складу Асоціації швейцарських авторів, заявивши, що організація не займає достатньої політичної позиції.

## Вибрані твори

### Поезія (з вибраних)
- Concessione all’inverno (1985) — дебютна збірка.
- Pietra sangue (1999) — помітна робота зі Schiller-2020.
- Le terre emerse. Poesie scelte 1985–2008 (2009) — антологія в Einaudi.
- Tremalume (2022) — збірка, яка принесла йому премію Carducci у 2023.

### Есеї
- Il nervo di Arnold e altre letture (2007) — роздуми про сучасну поезію.
- Una goccia di splendore (2008) — спогади про школу та педагогіку.

### Переклади (з англ. чи франц.)
- Philippe Jaccottet: Il Barbagianni. L’Ignorante (1992).
- Вибрані тексти Jaccotteta: Alla luce d’inverno (1997), E tuttavia (2006), інші.
- Antologia: Nel pieno giorno dell'oscurità (2000).
- Переклад Corinna Bille: Cento piccole storie crudeli (2001).

### Переклади на інші мови
- Solange Zeit bleibt — поезія італійською/німецькою (2002).
- Франкомовні видання: Me voici là dans le noir (2001), Deux rives (2002).

## Відзнаки
- Премія Еудженіо Монтале (Premio Eugenio Montale, 1986) — італійська літературна нагорода, заснована на честь поета Еудженіо Монтале.
- Премія Шиллера (Premio Schiller, 1986, 2000, 2011) — швейцарська літературна відзнака за видатні твори німецькою, французькою чи італійською мовами.
- Премія Ґотфріда Келлера (Gottfried Keller Preis, 2007) — одна з найпрестижніших літературних нагород Швейцарії, названа на честь письменника Ґотфріда Келлера.
- Премія Джузеппе Дессі (Premio Dessì, 2009) — італійська літературна нагорода на честь письменника Джузеппе Дессі.
- Премія Преццоліні (Premio Prezzolini, 1994) — відзнака за досягнення у сфері перекладу, названа на честь інтелектуала Джузеппе Преццоліні.
- Премія Ліонелло Фіумі (Premio Lionello Fiumi, 2007) — літературна нагорода за переклади з французької на італійську.
- Премія Акілле Марацца (Premio Achille Marazza, 2008) — італійська нагорода за поезію та переклади.
- Швейцарська літературна премія (Swiss Literature Prize, 2013) — національна нагорода Швейцарії за видатні літературні твори.
- Премія Неаполя (Premio Napoli, 2013) — престижна італійська літературна відзнака.
- Премія “Віто Моретті” за кар’єру в поезії (Career Poetry Award "Vito Moretti", 2021) — нагорода за сукупний внесок у розвиток поезії.